# 마디털과
마디털과 또는 스틸로네마과(Stylonemataceae)는 마디털홍조강에 속하는 홍조류과의 하나이다. 마디털목에 속하는 2개 과 중 하나이다. 마디털 (Stylonema alsidii) 등을 포함하여 15속 47종으로 이루어져 있다.

## 하위 속
| - Bangiopsis - 크루닥틸론속 (Chroodactylon) - Chroothece - Colacodictyon - Empselium - Goniotrichiopsis - Kyliniella - Neevea | - Purpureofilum - Rhodaphanes - Rhodosorus - Rhodospora - 마디털속 (Stylonema) - Tsunamia - Viator |